# Euphorbia fimbriata
Euphorbia fimbriata là một loài thực vật có hoa trong họ Đại kích. Loài này được Scop. mô tả khoa học đầu tiên năm 1788.

## Hình ảnh

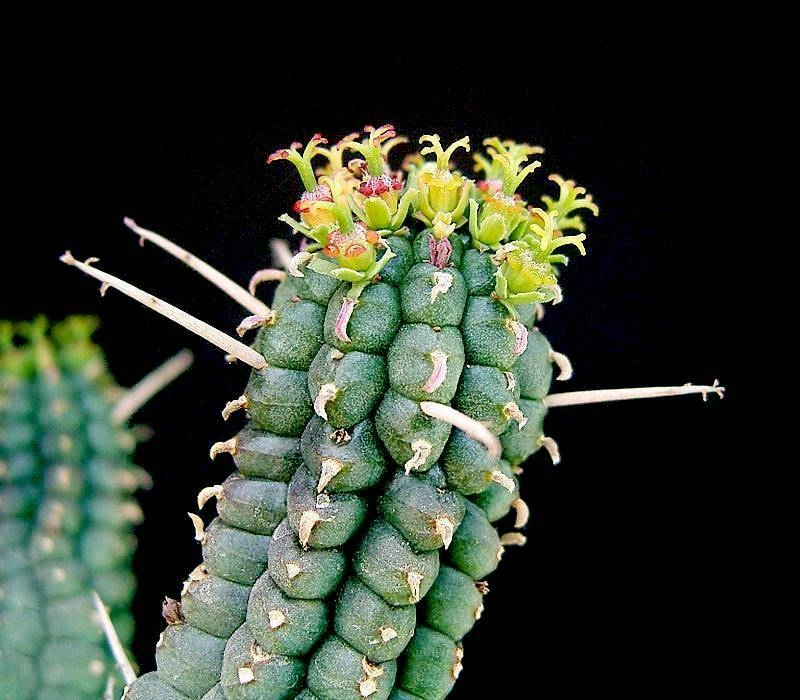
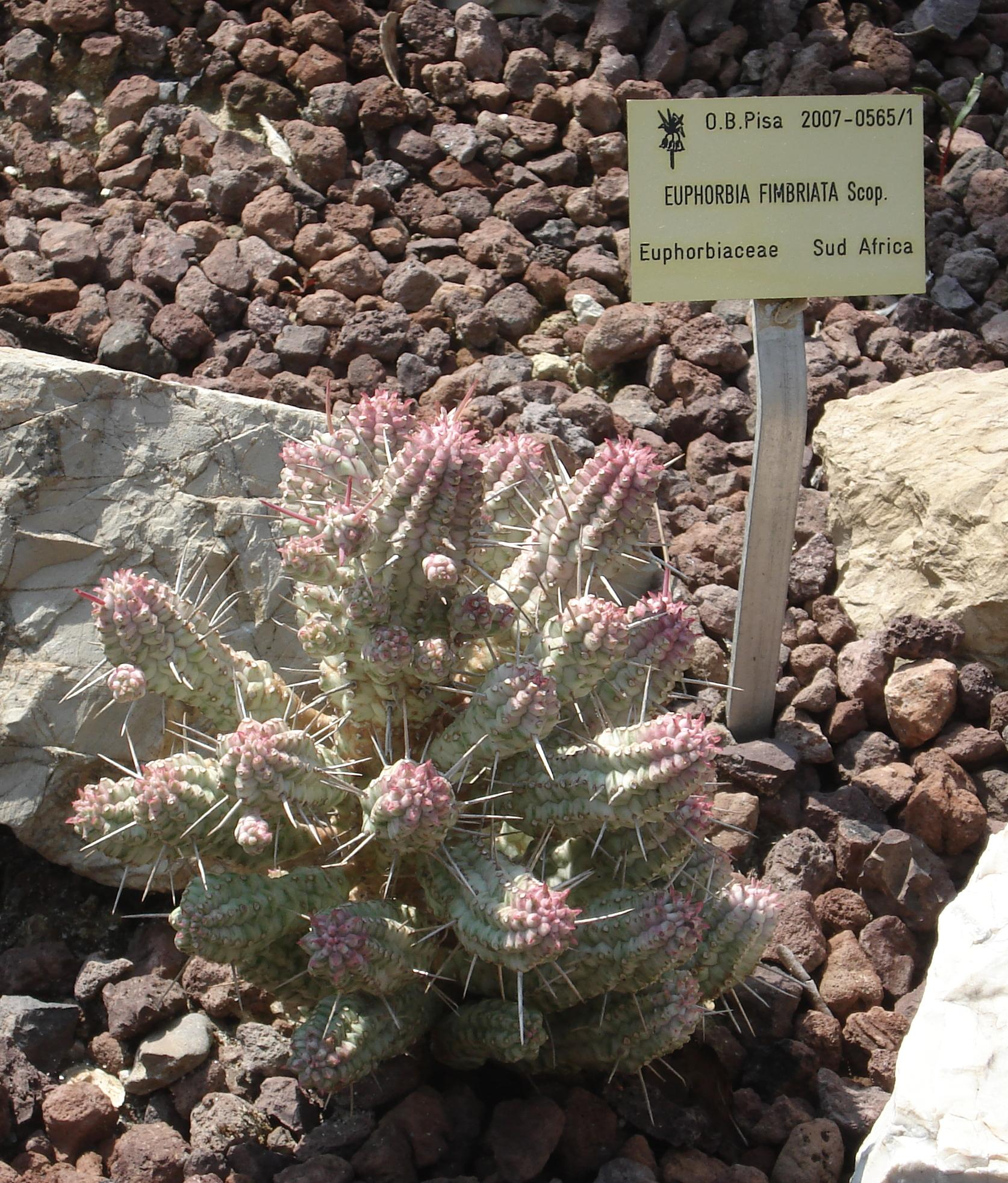
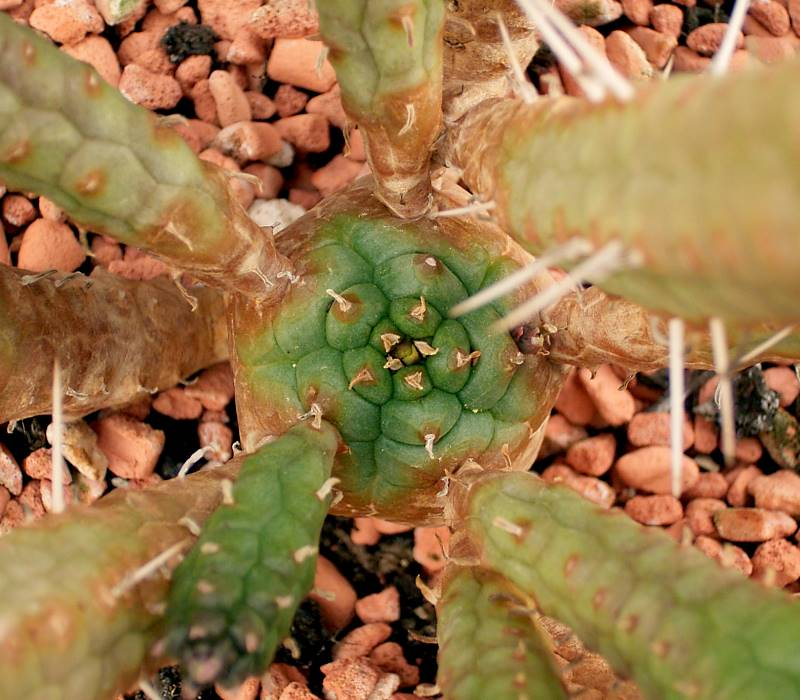